# Joseph Csaky
Joseph Csaky, nacido en Szeged en 1888 y fallecido en 1971, fue un  escultor húngaro amigo de Gustave Miklos. 
- se instaló en París en La Ruche para realizar su obra y trabajó con Jacques Doucet.
- Miembro fundador de la Union des Artistes Modernes (UAM), en 1930.
- Participó en la Exposición Universal de 1937.
- fue influenciado por el cubismo.

## Obras

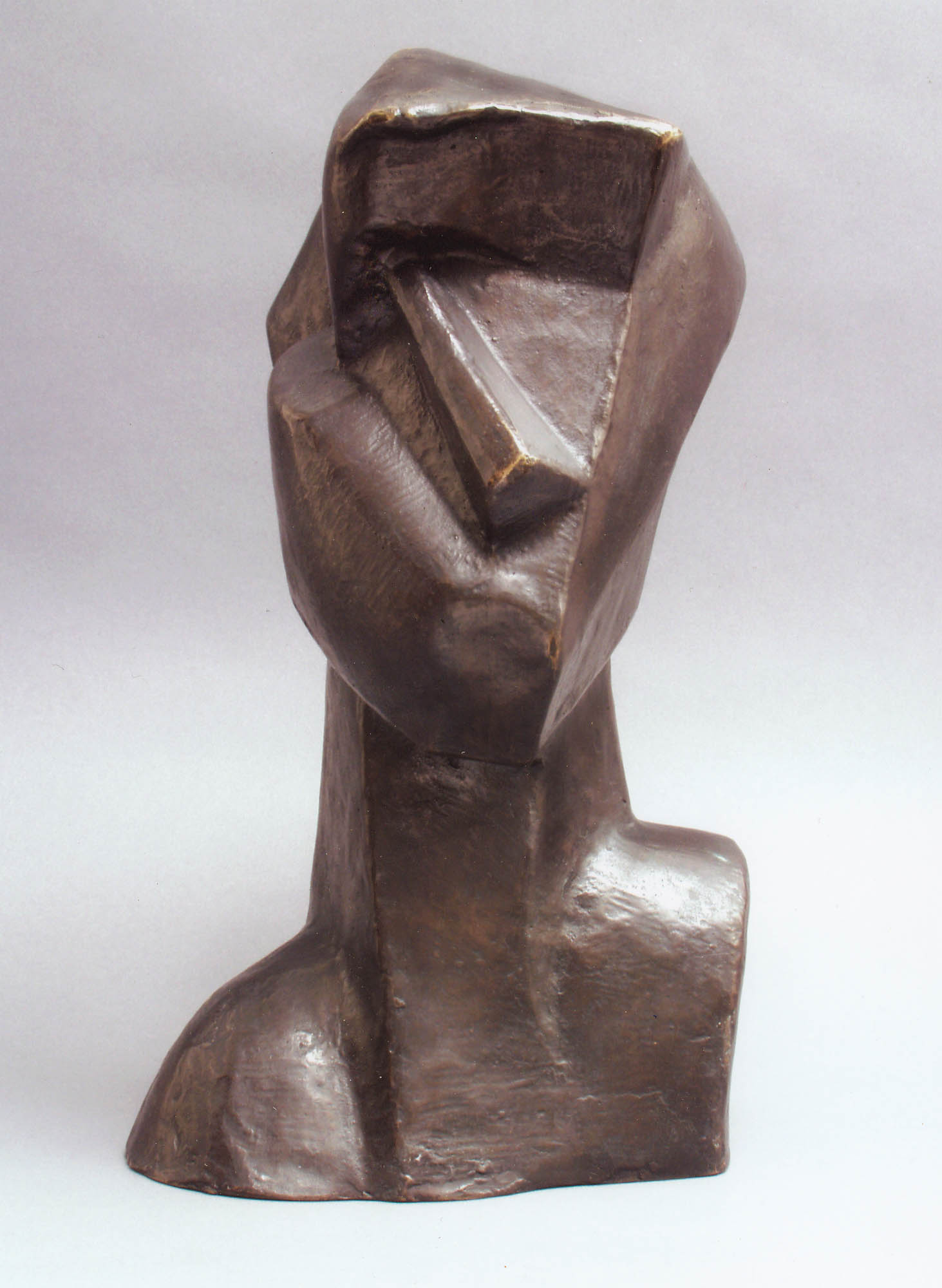
Joseph Csaky, Tete, 1914, Centro M. T. Abraham de Artes Visuales

- Femme et enfant (1909), collection Zborovsky
- Tête de femme de profil (1909), Société National des Beaux-Arts, 1910, Paris
- Tête de femme de face (1909)
- Tête de femme, Portrait de Jeanne (1910)
- Portrait de Gustave Miklos (1910)
- Tête d'Adolescent (1910)
- Tête de femme, Portrait de Jeanne (1910)
- Tête d'homme, Autoportrait (1911), Salon d'Automne, 1911, Paris
- Groupe de femmes (1911-1912), Salon d'Automne, 1912, Salon des Indépendants, 1913, Paris
- Tête d'homme, Autoportrait (1912)
- Tête de femme, Buste de femme (1912), Salon des Indépendants, 1913, Paris
- Danseuse, Femme à l'éventail, Femme à la cruche (1912), Salon d'Automne, 1912, Paris
- Figure de Femme Debout, Figure Habillée (1913), Musée National d'Art Moderne, Los Angeles County Museum of Art (LACMA),Archivado el 17 de febrero de 2012 en Wayback Machine., Solomon Guggenheim Museum New York
- Portrait d'homme, Tête (1913)
- Tête (1914), Musée National d'Art Moderne, Centre Georges Pompidou, Paris, Musée d'Art et d'Industrie de Saint-Étienne
- Composition cubiste (1919) Musée d'Art moderne et d'Art contemporain de la Ville de Liège (MAMAC)
- Tête Cubiste (1920)
- Deux figures (1920), Relief, Kröller-Müller Museum, Otterlo, Holland
- Tête (1923), Kröller-Müller Museum, Otterlo, Holland
- Figure perlée (1923)
- Mère et enfant (1926)
- Femme au panier sur l'épaule, dit aussi Femme nue au panier (1928)
- Nu allongé, (1928), conservé au musée d'art moderne de Troyes (n° inv. : MNPL 1581)
- Mère et jeune enfant, (1930), 160 cm: Les Musées Nationaux, circa 1950. Parc du Bouchet, Le Chambon-Feugerolles. Dans cette photo il est démontré être lourdement endommagés.
- La Danseuse (1940–1959), Szeged, Kálvin tér, Anna-kút
- Bas-Reliefs (1952), Ministère de l'Éducation Nationale, Amiens, deux bas-reliefs, Csaky